# تانا فردریک
تانا فردریک (به انگلیسی: Tanna Frederick) (زاده ۱۹۷۷) بازیگر آمریکایی است.
از کارهای معروف او می‌توان به بازی در فیلم رویاهای هالیوود اشاره کرد.